# ألبا غوتيريز
ألبا فرنانديز غوتيريز (بالإسبانية: Alba Fernández Gutiérrez)‏ هي ممثلة وراقصة ومخرجة سينمائية وكاتبة سيناريو إسبانية، ولدت يوم 18 فبراير 1994 في مدريد في إسبانيا.

## روابط خارجية
- ألبا غوتيريز على موقع IMDb (الإنجليزية)
- ألبا غوتيريز على موقع قاعدة بيانات الفيلم (الإنجليزية)